# Aimée Antoinette Camus
Aimée Antoinette Camus (1879-1965) fue una botánica francesa que vivió cerca de la Isla de Adan a unos cincuenta kilómetros al norte de París. En sus alrededores crecían numerosas variedades de orquídeas lo que junto a la influencia positiva de su padre Edmond Gustave Camus (1852-1915), orquideólogo y botánico, dieron origen a su afición por la botánica en general y las orquídeas en especial. Nombró un total de 677 especies vegetales a lo largo de su vida.

## Biografía
Más adelante, Aimée Camus (elaborando la parte anatómica de las obras) y en colaboración con su padre Edmond Camus y de otros botánicos como P. Bergon y H.Lecomte en la parte taxonómica publicaría varias obras sobre orquídeas europeas.
Aimée Camus, poco después de la muerte de su padre, completó y publicó una obra de su padre, que había dejado inconclusa y sin publicar. Se trata de Iconographie des Orchidées d´Europe et du Bassin Méditerranéen, París (1921-1929), en la que tiene la colaboración del botánico H.Lecomte en la parte taxonómica.
Aimée Camus estuvo especializada sobre todo en el estudio de la orquídeas europeas y de sus hibridaciones naturales, de las que describió y reclasificó varias especies que llevan su abreviatura en el nombre:
- Cephalanthera damasonium × Cephalanthera longifolia = Cephalanthera schulzei E.G.Camus & Bergon & A.Camus 1908
- Coeloglossum viride × Dactylorhiza incarnata = Dactyloglossum guilhotii E.G.Camus & Bergon & A.Camus 1908
- Coeloglossum viride × Dactylorhiza maculata = Dactyloglossum dominianum E.G.Camus & Bergon & A.Camus 1908
- Coeloglossum viride × Dactylorhiza majalis = Dactyloglossum drucei A.Camus 1928
- Coeloglossum viride × Gymnadenia conopsea = Gymnaglossum quirkii A.Camus 1928

## Obra
- Première partie: Atlas de la monographie des saules de France / Deuxième partie: Principaux insectes nuisibles aux saules/ (suivi de:) Atlas  A.Camus. J. Mersch, París (1904).
- Classification de saules d´Europe et monographie des saules de France A.Camus & E.G.Camus, París (1905).
- Monographie des Orchidées de l´Europe, de l´Afrique septentrionale... E.G.Camus & A.Camus & P. Bergon, París (1908).
- Florule de Saint-Tropez et de ses environs immédiats  A.Camus. Paul Lechevalier. París. (1912).
- Les Cyprès (Genre Cupressus): Monographie, Systématique, Anatomie, Culture, Principaux usages A.Camus. Paul Lechevalier. París. (1914).
- Atlas. Les Châtaigniers: Monographie des genres Castanea et Castanopsis. A.Camus. Paul Lechevalier. París (1928).
- Iconographie des Orchidées d´Europe et du Bassin Méditerranéen E.G.Camus & A.Camus & H. Lecomte, París (1921-1929).
- Les Chênes: monographie du genre Quercus A.Camus. Paul Lechevalier. París. (1938).

- La abreviatura «A.Camus» se emplea para indicar a Aimée Antoinette Camus como autoridad en la descripción y clasificación científica de los vegetales.[3]